# Trididemnum
Trididemnum is een geslacht van zakpijpen uit de familie van de Didemnidae. De wetenschappelijke naam werd voor het eerst geldig gepubliceerd door Antonio della Valle in 1881.
Uit de soort Trididemnum solidum die in de Caraïben voorkomt, zijn verschillende chemische stoffen geïsoleerd, didemnines genoemd. Het zijn cyclische depsipeptides, die antiviraal en antitumoraal werking vertonen.

## Soorten
- Trididemnum alexi
- Trididemnum alleni
- Trididemnum amiculum
- Trididemnum areolatum
- Trididemnum auriculatum
- Trididemnum banneri
- Trididemnum caelatum
- Trididemnum cerebriforme
- Trididemnum cereum
- Trididemnum clinides
- Trididemnum cristatum
- Trididemnum cyanophorum
- Trididemnum cyclops
- Trididemnum delesseriae
- Trididemnum discrepans
- Trididemnum dispersum
- Trididemnum erythraeum
- Trididemnum fallax
- Trididemnum farrago
- Trididemnum fetia
- Trididemnum grandistellatum
- Trididemnum granosum
- Trididemnum hians
- Trididemnum inarmatum
- Trididemnum lanugineum
- Trididemnum lapidosum
- Trididemnum maragogi
- Trididemnum marmoratum
- Trididemnum mellitum
- Trididemnum meridionale
- Trididemnum microzoa
- Trididemnum miniatum
- Trididemnum natalense
- Trididemnum nobile
- Trididemnum nubilum
- Trididemnum nubis
- Trididemnum opacum
- Trididemnum orbiculatum
- Trididemnum palmae
- Trididemnum paraclinides
- Trididemnum paracyclops
- Trididemnum pedunculatum
- Trididemnum pigmentatum
- Trididemnum planum
- Trididemnum polyorchis
- Trididemnum poma
- Trididemnum profundum
- Trididemnum propinquum
- Trididemnum pseudodiplosoma
- Trididemnum pusillum
- Trididemnum reticulatum
- Trididemnum roseum
- Trididemnum sansibaricum
- Trididemnum savignii
- Trididemnum shawi[2]
- Trididemnum sibogae
- Trididemnum  sluiteri
- Trididemnum solidum
- Trididemnum spiculatum
- Trididemnum spongia
- Trididemnum spumosum
- Trididemnum strangulatum
- Trididemnum strigosum
- Trididemnum tectum
- Trididemnum tenerum
- Trididemnum thetidis
- Trididemnum tomarahi
- Trididemnum translucidum
- Trididemnum vahaereere
- Trididemnum vermiforme
- Trididemnum vostoki